# Гнорі
Гно́рі (рос. Гнори) — село в Кіровському районі Ленінградської області, Росія.